# Forår (film fra 1947)
 For alternative betydninger, se Forår (flertydig). (Se også artikler, som begynder med Forår)
Forår (russisk: Весна) er en sovjetisk film fra 1947 af Grigorij Aleksandrov.

## Medvirkende
- Ljubov Orlova – Irina Nikitina
- Nikolaj Tjerkasov – Arkadij Gromov
- Faina Ranevskaja – Margarita Lvovna
- Rostislav Pljatt – Vladimir Bubentsov
- Nikolaj Konovalov – Leonid Mukhin